# 魔女的战争
《魔女的战争》（日语：魔女の戦争）是日本动画连续剧《机动战士高达 GQuuuuuuX》的第四集。作为日本动画工作室日升与凯乐的首次合作作品，本集于2025年4月30日凌晨在日本电视台首播。在本集中，已经在军团战中愈战愈勇的主人公天手让叶（玛秋）赞同驾驶红色高达的伊藤修司通过参加军团战赚钱前往地球的想法。但在此时却遇到了一名前联邦王牌驾驶员前来向博美犬军团战队发起挑战。这位有着超过100架击坠数量的女性执着于向红色高达复仇，但最终在与修司伊藤的对决下被杀。
本集由鹤卷和哉担任导演，榎户洋司负责编剧，曾执导过动画《进击的巨人》的荒木哲郎负责本集的分镜和演出。
本集内容作为2025年1月17日开始上映的先行版电影《机动战士高达：跨时之战》之后的全新剧情。凭借新角色詩子·菅井的表现、新机体登场、与一年战争的关联描绘及对新人类主题的深化探讨均获认可，战斗场面精彩、画面色彩绚丽，叙事上对詩子的背景刻画及“闪闪亮”世界的呈现富有深度，被评价为剧情转折点与系列风范的体现。然而也存在角色塑造不足、情节老套、戏份分配不均及机动战士设定混乱等问题，整体评价褒贬不一。

## 剧情
主人公天手让叶（玛秋）与修司伊藤在军团战中搭档连战连捷，状态渐入佳境。修司透露，自己和红色高达打算前往地球去寻找“玫瑰”，虽然自己没有明确的目标，但玛秋也产生了去地球的想法。而在博美犬队的事务所，玛秋遇到了曾经的地球联邦军王牌驾驶员，在一年战争期间被称为“魔女”的詩子·菅井。菅井的搭档曾被红色高达击毁，因此在得知红色高达现身殖民卫星后，主动联系博美犬军团并发起军团战挑战。她驾驶着机动战士勇士执着于击落红色高达，并利用勇士搭载的驱动系摩擦消除技术以及特殊的钩子，用诡异的招式将红色高达逼入绝境。在此时，菅井通过与修司的能力共鸣得知了红色高达的驾驶员并不是夏亚，面对尽管如此依旧不放弃击毁红色高达的菅井，修司躲开了攻击并杀死了菅井。而菅井在死前也对修司的真实动机有了一定的了解。

## 制作
曾负责导演动画《进击的巨人》的荒木哲郎在本集的制作中负责分镜和演出。他表示制作本集时有幸进入了凯乐的工作室，得以近距离观摩鹤卷和哉导演的工作。本集中公开的插曲《想要的一切》（欲しいものすべて）由负责本作音乐的照井顺政作曲，冈地织花演唱。塙真奈美在本集中为曾在一年战争中击落100台以上MS的原联邦军击坠王詩子·菅井配音。菊池康弘与金田爱分别为多米特里的技术雇员莫斯库·汉以及员工波卡塔配音。福原克己则为刑警恰奇配音。

## 解说
2025年1月17日开始上映的先行版电影《机动战士高达：跨时之战》中涵盖了电视动画《机动战士高达GQuuuuuuX》前三集的内容，其中包括以吉翁独立战争末期为背景的序章部分，以及部分正片内容。自本集开始，剧情进入到先行版电影所未涉及的内容。紧接前一集的内容，本集开场就描绘了修司伊藤在军团战获胜后的表现。修司在本集里表示自己的唯一愿望是将红色高达带到地球去寻找神秘的玫瑰。而在前面的剧集中曾提到吉翁有秘密的保管名为“沙仑的玫瑰”的物件。之后本集在展开新剧情的第一时间引入了一位新角色，曾是地球联邦军在一年战争期间击落超过100架机动战士的王牌驾驶员、有着“魔女”称号的詩子·菅井。她被刻画成一位长相可爱，因在战争中失去搭档，即便多年后的当下已经退伍并结婚生子，但仍对亲手击落红色高达怀有执念的女性。在向红色高达挑起的军团战中，她被执念冲昏头脑而陷入无视规则的暴走状态，试图连驾驶员与红色高达一起击毁，但却最终被红色高达偷袭成功而亡。修司在这次战斗中并没有选择令敌方机动战士失去战斗能力，而是用光束军刀刺穿了其机体的胸部，使詩子·菅井被烧死，机体也被彻底摧毁。诗子死前曾短暂的与玛秋与修司觉醒的新人类共鸣产生共振，并在本剧首次通过角色台词明确了此时出现的背景音为当前世界观中的“拉拉音”。
为詩子·菅井所驾驶的机动战士“勇士”进行改装的是曾在《机动战士高达》中登场的地球联邦军技术士官莫斯库·汉。他在本片中作为民间公司的技术员，在詩子·菅井的机动战士“勇士”上加装了“吉翁军都没有的新技术”，使其获得了压倒性的运动性能。在《机动战士高达》中这位莫斯库·汉表现的与同为技术宅的阿姆罗·雷意气相投，而在本片中，这一角色与詩子·菅井之间则表现的较为疏离。菅井所驾驶的机动战士在本集中虽然有着“勇士”的名字，但外观却与《机动战士高达》中的吉姆极为相似。
本集片尾播出的下集预告中展现了玛秋、尼娅安以及修司三人融洽相处的画面，此外还出现了玛秋可能会迟到军团战以及与泽维尔一起躲进储物柜的情节。而最让人意外的是在这则预告中出现了疑似初代《机动战士高达》中曾经登场的吉翁公国军王牌飞行员“黑色三连星”中的两位人物。这两位也驾驶着类似初代《机动战士高达》中曾经登场的大魔。

### 对以往作品的致敬
SCREENRANT的约书亚·福克斯（Joshua Fox）以及GIZMODO的詹姆斯·惠特布魯克（James Whitbrook）都认为，本集里在“闪闪亮”出现时能听到的神秘歌曲明显致敬了初代高达动画中的拉拉·辛，两人都认为这有可能意味着拉拉·辛将在今后的剧情中出场。惠特布魯克认为诗子之死的镜头也是在致敬《机动战士高达》中拉拉·辛的死亡场景。

## 宣传和播映
在前一集片尾播出的预告中，出现了一位短发女子，并伴随着“骗人的吧，机动战士怎么会有必杀技”和“击落联邦军超过100架的击坠王”这样的旁白。
本集播出后，制作方也随之公开了与之相关的新角色以及机体信息，同时也公开了玛秋与修司的新造型。作为本集制作人员的动画师牛島裕一朗（ゆーすめる）与荒木哲郎也在社交平台上发布了描绘菅井与家人互动的温馨同人图，分别描绘了抱着孩子的菅井与用手机拍摄孩子用筷子吃饭的菅井并配文“哇——宝宝好厉害！”。而动画师YY（柴田洸太郎）笔下描绘的菅井则带着微红的脸颊与可爱的眼神，微笑着面对镜头。在原版《机动战士高达》中曾经登场的负责对高达进行性能强化的莫斯库·汉也被公开在本集中出场，是为民间安保公司多米特里的雇员。新公开的机动战士从配色和外形来看被不少观众猜测是吉姆，但官方公开的名字却是“勇士”。

### 电台播映与流媒体上架
本集于日本时间4月29日24点29分起在日本电视台旗下30家电视台联网播出。在美国则是4月29日太平洋时间上午9点、山地夏令时上午10点、中部夏令时上午11点、东部时间中午12点，在英国则是夏令时下午5点于Prime Video上架播出。5月2日（周五）22时起在包括万代频道、高达粉丝俱乐部、ABEMA、d动画商城、DMM TV、迪士尼+、FOD、Hulu、Lemino、Netflix、niconico频道、U-NEXT、アニメ放題、WOWOW点播、TELASA、J:COM STREAM、milplus等在内的各大在线平台依次上线播出。

## 评价与反响
尽管本片是在深夜时间段播出，但还是在社交媒体上引发了热烈的讨论，在X平台的日本趋势榜中，有超过20个相关的话题词进入前列。

### 媒体评价
《魔女的战争》在日本电视台首播时在日本关东地区家庭的时段收视率为3.4。本集中出现了六号殖民卫星群的居民对政府的军警发起了“反对地位协定”的抗议活动，KUSATTEMOMIKAN（腐ってもみかん）在VirtualGorilla+上发表评论文章中指出这可能是影射现实社会中的《日美地位协定》。KUSATTEMOMIKAN认为本集凭借新角色詩子·菅井的精彩表现、“勇士”等新机体的登场、与一年战争的关联描绘、对新人类主题的深化探讨以及诸多充满悬念的剧情发展，内容丰富且令人印象深刻。Anime News Network的劳伦·奥尔西尼（Lauren Orsini）表示第4集虽有对经典故事的致敬、新角色詩子的精彩剧情和新人类相关有趣设定，但存在让詩子快速领便当的老套情节，且玛秋的角色塑造不足、目标不明，整体表现有待提升，而本集在该网站社区的评分仅为4.0（满分为5）。Bubbleblabber的戴维·卡尔多（David Kaldor）给本集打分8分（满分10分），表示本集延续了前几集一贯的制作水准，通过玛秋与修司的军团战展现了吉翁公国获胜后世界的黑暗面，而新角色詩子的故事与“新人类”概念令人注目，机体设定也勾起了粉丝兴趣，虽留下“拉拉声”等悬念，但整体表现出色。But Why Tho?的里奇·哈里珀萨德（Ridge Harripersad）将第4集评价为这部动画到目前较为精彩的一集，他认为这一集的战斗场面精彩，故事和动作设计有深度，画面色彩绚丽，对“闪闪亮”世界的描绘出色，对詩子这个角色的背景故事丰富了其动机，通过对话赋予角色背景信息，留下“拉拉音”等悬念，整体表现优秀。漫画书资源网的上本集的评分为9分（满分10分），安杰洛·德洛斯·特里诺斯（Angelo Delos Trinos）认为本集实现了这部动画的重大转折，重新唤起了对战争的恐惧；对联邦相关的刻画更复杂，动画效果出色，但存在角色戏份分配不均的问题，但总体而言为后续剧情树立了良好典范，让作品更具高达系列风范。福布斯的奥利·巴德尔（Ollie Barder）对本集的评价可谓是“喜恶参半”，他认为新角色詩子·菅井的设定很有趣，但机动战士的混乱设定易让新观众感到困惑，中修司在战斗中杀死菅井的情节并不必要，从整体来讲表现比较业余，剧情未达预期，希望后续剧集能有所改善。futaman的KUROHACHI（クロハチ）注意到本集对莫斯库·汉的形象塑造也因这个世界中的时间线变化而发生了改变。SCREENRANT的约书亚·福克斯（Joshua Fox）认为第4集不仅终于跳出了先行版电影的内容，视觉上也呈现出了2D与3D动画的最佳融合，在叙事上詩子·菅井的故事悲剧色彩浓厚，修司与玛秋的角色刻画出色，是本剧到目前为止最出色的一集。MechaAlliance的Aaron注意到片中玛秋逗弄博美犬的片段动画流畅堪称经典，同时他也承认第四集打破前几集无死亡的平静氛围，通过新角色的悲惨命运、激烈的MS战斗及主角玛秋的复杂反应，展现了战争对人性的深刻影响，其高达式的悲剧展开与角色塑造既震撼又引人深思。

## 相关话题
漫画《pop子和pipi美的日常》等作品的作者漫画家大川bkub在自己的X账号上公开了本集新登场角色詩子·菅井的同人插画，描绘了她脱下飞行服后的模样。漫画家井上纯一也在自己的X账号上发表了将GQuuuuuuX与初代高达机体RX-78的结构比对，引发了资深爱好者们的深入讨论。本集播出后，偶像团体“姬百乐管弦乐团”成员、气象预报员椿野优子在自己的X账号上发布了詩子·菅井的Cosplay照片并引发爱好者热议。

## 脚注